# Melchor Bravo de Saravia
Melchor Bravo de Saravia y Sotomayor (Sória, Espanha, 1512 — Sória, 1577) foi um conquistador espanhol, Vice-rei interino do Peru e Governador do Chile.

## Biografia
Filho de Juan de Saravia e María Mayor de Vera Morales. Em 1538 completou seus estudos na Universidade de Bolonha. Entrou para o serviço real como oidor (juiz), em Nápoles. Em 1547 foi nomeado membro da Real Audiência de Granada. Em 1549 ele foi transferido para a América a fim de encontrar a Audiencia de Nova Granada. Mais tarde foi transferido para Lima, onde Pedro de La Gasca havia reinstalado a Audiencia em 1549. Como presidente da Audiencia de Lima, ele ocupou o cargo de Vice-rei interino do Peru, de julho de 1552 até julho de 1556.
Neste período, a Audiência teve de enfrentar a rebelião de Francisco Hernández Girón. Bravo de Saravia é considerado um dos principais responsáveis pela derrota e punição dos rebeldes.

## Governador do Chile
Em 1556 a Audiencia passou o governo para as mãos do novo vice-rei, Andrés Hurtado de Mendoza. Por um decreto real em 1565, Filipe II criou a Real Audiência do Chile. Seu principal objetivo era pôr um fim à Guerra de Arauco contra os Mapuches. Além das funções normais legais, foram atribuídas à Audiência tarefas governamentais.
A Audiencia foi instalada em agosto de 1567, e em setembro o rei chamou Bravo de Saravia para assumir o governo civil e militar do Chile, com o título de governador. Ele chegou em Lima em 1568, permanecendo no cargo até 1575, quando foi substituído por Rodrigo de Quiroga.
Na condução da guerra, não foi muito bem sucedido. Em janeiro de 1569, os espanhóis foram derrotados pelos mapuches na Batalha de Catirai. Em resposta, Bravo organizou a entrega de suprimentos para as fortalezas sitiadas e ordenou a evacuação de Arauco e Cañete. Ele pediu ajuda militar da Espanha e também pediu para ser substituído no cargo.

## Desastres e reacender da guerra
Em 8 de fevereiro de 1570 um forte terremoto destruiu Concepción. Foi acompanhado por um tsunami, e por tremores que foram sentidos por meses. Não houve mortes, mas todas as casas foram destruídas. O tempo decorrido entre o terremoto e o tsunami permitiu que a população fugisse para áreas mais altas.
Em meados de 1570, os reforços solicitados da Espanha chegaram em Lima, e, na primavera seguinte, Bravo reiniciou as hostilidades com os indígenas chilenos. Novamente, derrotas seguidas para os espanhóis. O Capitão Gregorio de Oña foi surpreendido pelos mapuches perto do Forte de Purén. O governador enviou mais tropas para o sul, incluindo seu filho, Ramiro. Novamente, os espanhóis (cerca de 160 deles agora) foram pegos de surpresa nas proximidades de Purén. Após esta derrota Bravo decidiu entregar o comando militar a Lorenzo Bernal del Mercado, mantendo apenas as suas funções civis.
Em 1571 foi criada a diocese de La Imperial . O primeiro bispo foi o franciscano Antonio de San Miguel, que chegou ao Chile depois de ser consagrado em Lima. San Miguel se opôs ao trabalho forçado, o sistema de encomienda e a Guerra de Arauco, conflito que ele culpou por todas as desgraças da colônia. Sua influência foi tal que, em 1572, Filipe II substituiu o trabalho forçado dos índios, com uma taxa monetária.
Durante esse período, começou a construção da igreja de San Francisco, em Santiago.

## Críticas ao seu governo
Foram feitas muitas críticas à gestão de Bravo de Saravia, tanto de suas capacidades militares como civis. Em 1567 o bispo San Miguel descreveu o Chile como uma "terra perdida" e informou ao rei que o governador tinha transferido a encomienda de Francisco de Villagra para seu próprio filho, em vez de a viúva de Villagra, o herdeiro legítimo. Juan López de Porres acusou Bravo de corrupção e de ser um inimigo dos conquistadores e nobres. Em outubro de 1569 o frei Antonio de Carvajal queixou-se a Filipe II dizendo que Bravo não seguiu o conselho dos conquistadores experientes, e levou as tropas espanholas de derrota em derrota. Citando a idade avançada do governador, o frei Carvajal pediu que García Hurtado de Mendoza o substituísse.
Sobrecarregado com críticas, Bravo defendeu-se acusando a Audiencia de conspirar contra ele. Apesar disso, pediu para ser substituído. Desta vez, Filipe II aceita o pedido, em 1573. Bravo voltou à Espanha dois anos depois, morrendo em sua cidade natal em 1577. Ele foi sepultado na igreja matriz de Sória.